# Dick Schoof
Hendrikus Wilhelmus Maria Schoof, detto Dick (AFI: ɦɛnˈdrikʏs ʋɪlˈɦɛlmʏs maˈrijaː dɪk sxoːf · ; Santpoort, 8 marzo 1957), è un politico e funzionario olandese, Ministro-presidente dei Paesi Bassi dal 2 luglio 2024.

## Biografia
In precedenza ha ricoperto vari incarichi apicali: è stato direttore capo del servizio di immigrazione e naturalizzazione dal 1 dicembre 1999 al 1 marzo 2003, coordinatore nazionale per la sicurezza e l'antiterrorismo dal 1º marzo 2013 al 19 novembre 2018, direttore generale del servizio di intelligence e sicurezza dal 20 novembre 2018 al 10 febbraio 2020 e segretario generale presso il Ministero della giustizia e della sicurezza dal 1º marzo 2020 al 29 maggio 2024.
A fine maggio 2024, dopo i colloqui nella coalizione di centro destra per la formazione di un nuovo esecutivo dopo le elezioni del 2023, è stato designato al ruolo di capo del governo da Geert Wilders. Ha assunto ufficialmente l’incarico il 2 luglio 2024, salvo rinunciarvi meno di un anno dopo, il 3 giugno 2025, a causa del ritiro del Partito per la Libertà (PVV) dall’esecutivo.
Schoof è di fede cattolica, il sesto in ordine cronologico dopo Charles Ruijs de Beerenbrouck, Louis Beel, Victor Marijnen, Jozef Cals e Piet de Jong.